# Nesperal
Nesperal is een plaats (freguesia) in de Portugese gemeente Sertã en telt 335 inwoners (2001).